# Estádio Raimundo da Cunha Rola
O Estádio Raimundo da Cunha Rola é um estádio de futebol da cidade de Eusébio, no estado do Ceará, pertence à prefeitura municipal e tem capacidade para 2.000 pessoas.